# Callionymus decoratus
Callionymus decoratus är en fiskart som först beskrevs av Gilbert, 1905.  Callionymus decoratus ingår i släktet Callionymus och familjen sjökocksfiskar. Inga underarter finns listade.